# (4685) Karetnikov
(4685) Karetnikov es un asteroide perteneciente al cinturón de asteroides, descubierto el 27 de septiembre de 1978 por Nikolái Stepánovich Chernyj desde el Observatorio Astrofísico de Crimea (República de Crimea).

## Designación y nombre
Designado provisionalmente como 1978 SP6. Fue nombrado Karetnikov en honor al astrónomo soviético ruso Valentin Grigorievich Karetnikov.